# Collegio plurinominale Emilia-Romagna - 01 (Senato della Repubblica 2017)
Il collegio elettorale plurinominale Emilia-Romagna - 01 è stato un collegio elettorale plurinominale della Repubblica Italiana per l'elezione del Senato tra il 2017 ed il 2022.

## Territorio
Come previsto dalla legge elettorale italiana del 2017, il collegio era stato definito tramite decreto legislativo all'interno della circoscrizione Emilia-Romagna.
Il collegio comprendeva la zona definita dai quattro collegi uninominali Emilia-Romagna - 01 (Rimini), Emilia-Romagna - 02 (Ravenna), Emilia-Romagna - 03 (Ferrara) e Emilia-Romagna - 04 (Bologna).

## Dati elettorali

### XVIII legislatura
Come previsto dalla legge elettorale, 193 senatori erano eletti in 33 collegi plurinominali con ripartizione proporzionale a livello regionale tra le coalizioni e le singole liste che avessero superato la soglia di sbarramento stabilita.
Nel collegio venivano eletti 12 senatori.
| Liste          | Liste                                       | Proporzionale | Proporzionale | Proporzionale | Maggioritario | Maggioritario | Maggioritario |  |
| Liste          | Liste                                       | Voti          | %             | Seggi         | Voti          | %             | Seggi         |  |
| -------------- | ------------------------------------------- | ------------- | ------------- | ------------- | ------------- | ------------- | ------------- |  |
|                | Lega                                        | 237 591       | 18,23         | 2             | 415 717       | 31,90         | 2             |  |
|                | Forza Italia                                | 130 470       | 10,01         | 1             | 415 717       | 31,90         | 2             |  |
|                | Fratelli d'Italia                           | 40 424        | 3,10          | –             | 415 717       | 31,90         | 2             |  |
|                | Noi con l'Italia – UDC                      | 7 232         | 0,55          | –             | 415 717       | 31,90         | 2             |  |
|                | Partito Democratico                         | 350 929       | 26,93         | 2             | 406 638       | 31,20         | 2             |  |
|                | +Europa                                     | 38 413        | 2,95          | –             | 406 638       | 31,20         | 2             |  |
|                | Italia Europa Insieme                       | 10 260        | 0,79          | –             | 406 638       | 31,20         | 2             |  |
|                | Civica Popolare                             | 7 036         | 0,54          | –             | 406 638       | 31,20         | 2             |  |
|                | Movimento 5 Stelle                          | 352 888       | 27,08         | 2             | 352 888       | 27,08         | –             |  |
|                | Liberi e Uguali                             | 68 298        | 5,24          | 1             | 68 298        | 5,24          | –             |  |
|                | Potere al Popolo!                           | 15 096        | 1,16          | –             | 15 096        | 1,16          | –             |  |
|                | Partito Comunista                           | 11 653        | 0,89          | –             | 11 653        | 0,89          | –             |  |
|                | Il Popolo della Famiglia                    | 9 984         | 0,77          | –             | 9 984         | 0,77          | –             |  |
|                | CasaPound                                   | 6 999         | 0,54          | –             | 6 999         | 0,54          | –             |  |
|                | Italia agli Italiani (FN - MSFT)            | 6 442         | 0,49          | –             | 6 442         | 0,49          | –             |  |
|                | Partito Repubblicano Italiano - ALA         | 4 845         | 0,37          | –             | 4 845         | 0,37          | –             |  |
|                | Per una Sinistra Rivoluzionaria (PCL - SCR) | 2 319         | 0,18          | –             | 2 319         | 0,18          | –             |  |
|                | Destre Unite                                | 2 284         | 0,18          | –             | 2 284         | 0,18          | –             |  |
| Totale         | Totale                                      | 1 303 163     | 100           | 8             | 1 303 163     | 100           | 4             |  |
|                |                                             |               |               |               |               |               |               |  |
| Schede bianche | Schede bianche                              | 12 579        | 0,94          |               |               |               |               |  |
| Schede nulle   | Schede nulle                                | 22 547        | 1,68          |               |               |               |               |  |
| Votanti        | Votanti                                     | 1 338 289     | 78,63         |               |               |               |               |  |
| Elettori       | Elettori                                    | 1 702 096     |               |               |               |               |               |  |

## Eletti

### Eletti maggioritario
Eletti nella coalizione di centro-destra (Lega - FI - FdI - NcI-UDC)
     Eletti nella coalizione di centro-sinistra (PD - +EUR - CP - Insieme)
| Collegio uninominale | Eletto | Eletto                 | Partito |
| -------------------- | ------ | ---------------------- | ------- |
| 1. Rimini            |        | Antonio Barboni        | FI      |
| 2. Ravenna           |        | Stefano Collina        | PD      |
| 3. Ferrara           |        | Alberto Balboni        | FdI     |
| 4. Bologna           |        | Pier Ferdinando Casini | CP      |

1. ↑  Aderisce a Per le Autonomie (SVP-PATT, UV).

### Eletti proporzionale
| Movimento 5 Stelle                | Partito Democratico            | Lega                              | Forza Italia       | Liberi e Uguali |
| --------------------------------- | ------------------------------ | --------------------------------- | ------------------ | --------------- |
|                                   |                                |                                   |                    |                 |
| Michela Montevecchi Marco Croatti | Daniele Manca Teresa Bellanova | Lucia Borgonzoni Maurizio Campari | Anna Maria Bernini | Vasco Errani    |

1. ↑  In data 18.09.2019 aderisce a Italia Viva-P.S.I..